# Isole Occidentali (Papua Nuova Guinea)

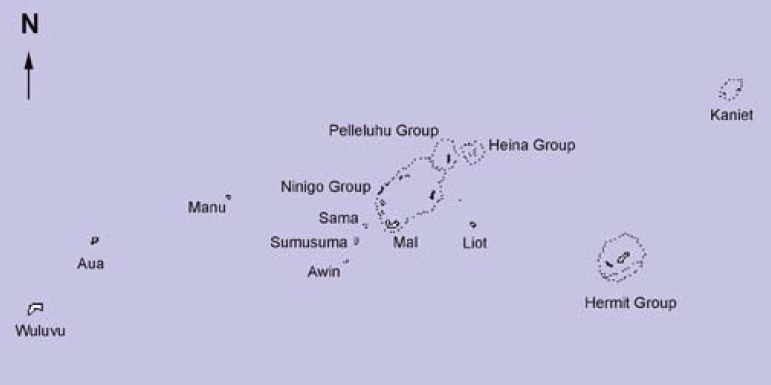
Mappa delle Isole Occidentali

Le isole occidentali, chiamate anche Paramicronesia, sono un gruppo di isole facenti parte dell'arcipelago di Bismarck (Papua Nuova Guinea), al largo della costa nord-orientale della Nuova Guinea nell'Oceano Pacifico occidentale.
Isole che appartengono al gruppo:
- Aua (isola)
- Isole Hermit
- Isole Kaniet (Anchorite)
- Sae (isola)
- Ninigo
- Wuvulu